# Schwielowsee (Schiff)
Das Fahrgastschiff Schwielowsee ist ein Schiffsneubau des Traditionsunternehmens Weiße Flotte Potsdam in der brandenburgischen Landeshauptstadt Potsdam mit einem Hybridantrieb. Die künstlerische Bemalung des Schiffes wurde von der Potsdamer Firma Art-EFX realisiert.

## Geschichte

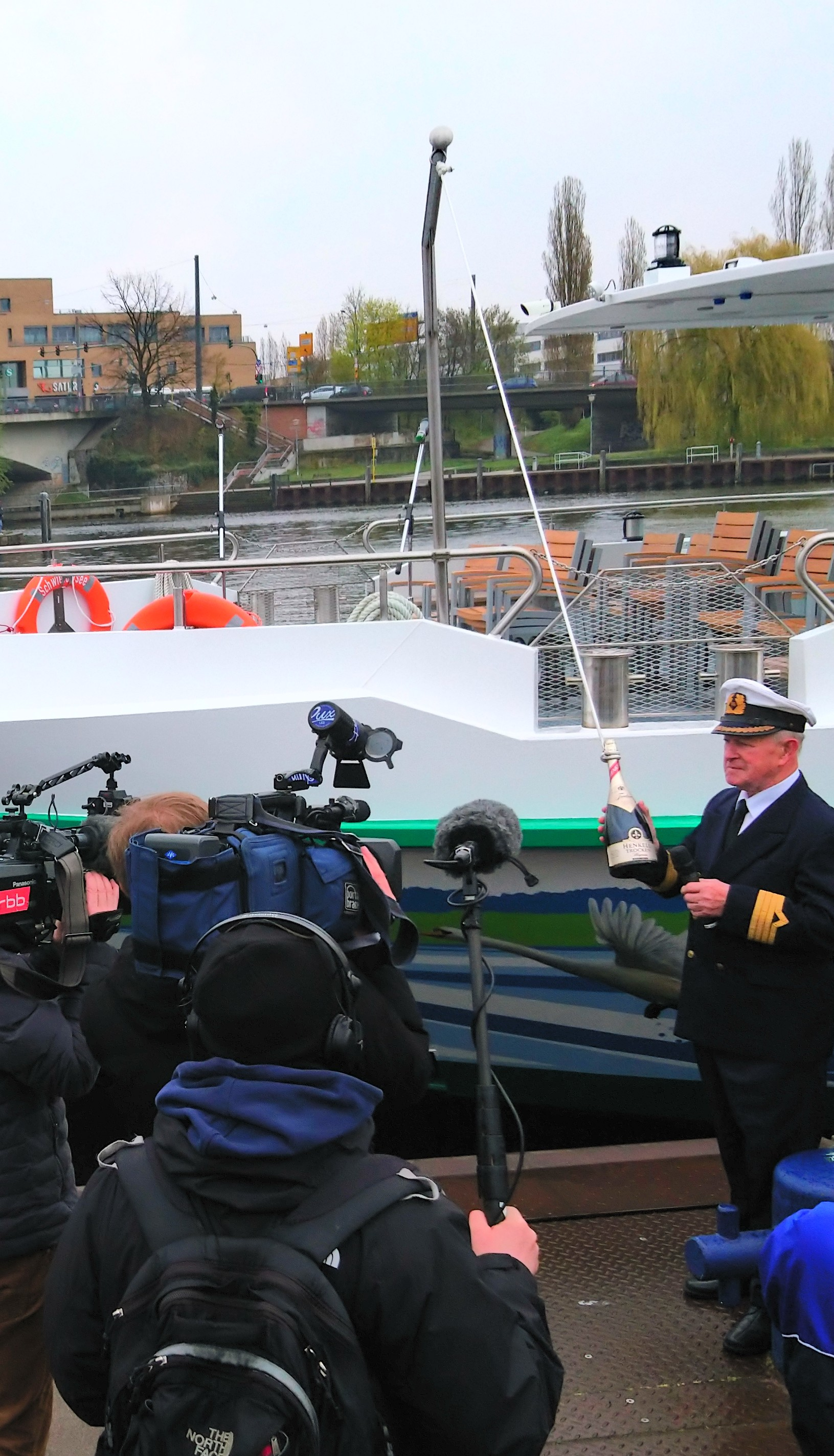
Schiffstaufe am 14. April 2019 durch Altkapitän Heinz Ahlgrimm

Die Kiellegung des Schiffes fand im August 2018 in einer Montagehalle der Schiffswerft Bolle statt. Die Wasserung des Kasko erfolgte am 4. Dezember 2018. Der komplette Innenausbau wird in der Werft am Pareyer Verbindungskanal ausschließlich von regional ansässigen Firmen realisiert. Nach erfolgter Erprobung und Überführung wurde das Schiff am 14. April 2019 in Potsdam offiziell auf den Namen Schwielowsee getauft. Benannt wurde das Schiff nach dem Schwielowsee, einem Havelsee. Der Schiffsname ist ein Novum auf den Havelgewässern.

## Das Schiff
Die Schwielowsee ist 41 Meter lang und 6,50 Meter breit. Mit diesen Maßen kann es nahezu alle auch kleineren Gewässer der Region, wie den Griebnitzkanal befahren. Der geringe Tiefgang von nur 1,00 Meter ermöglicht es auch bei niedrigen Wasserständen die geplanten Routen einzuhalten. Bei einer Fixpunkthöhe von 4,50 Meter ist das Schiff in der Region uneingeschränkt einsetzbar. Zugelassen ist das Schiff für 250 Fahrgäste. Im vollklimatisierten Innenbereich gibt es Sitzplätze für 160 Personen. Im Außenbereich auf dem Oberdeck befinden sich ebenfalls 160 Plätze. Zur gastronomischen Versorgung der Fahrgäste steht eine Kombüse, ein Tresenbereich und ein Serviceteam, je nach Anzahl der Gäste und Fahrtgebiet angepasst, zur Fahrgastbetreuung zur Verfügung. Das Schiff ist rollstuhltauglich und hat im Normalfall einen ebenerdigen Zugang. Im speziell hergerichteten Heckbereich sind reservierte Stellplätze für mindestens fünf Rollstühle vorgesehen. Um dem zunehmenden Fahrradtourismus rund um die Havelseen gerecht zu werden, sind Stellplätze für mindestens 20 Fahrräder im Vorschiffbereich eingerichtet. Zum Laden der Akkus von E-Bikes befinden sich dort im Außenbereich Ladeanschlüsse.
Angetrieben wird die Schwielowsee von zwei Elektromotoren mit einer Leistung von jeweils 120 Kilowatt. Sie beziehen den Strom aus einem Lithium-Ionenakkublock. Der Akkublock wird über einen speziellen Landanschluss während der Hafenliegezeit bzw. Nachtliegezeit geladen. Während einer längeren Fahrtphase stehen Dieselgeneratoren zum Laden des Akkublocks zur Verfügung. Sie werden mit dem synthetischen, paraffinischen Kraftstoff Shell GTL Fuel Marine betrieben. Das Schifffahrtsunternehmen will damit einen Beitrag zur Reduzierung der möglichen lokalen Schadstoffbelastung der Umwelt und zur Luftverbesserung beitragen. Ein elektrisches Bugstrahlruder verbessert die Manövrierfähigkeit bei An- und Ablegemanövern.

## Bilder

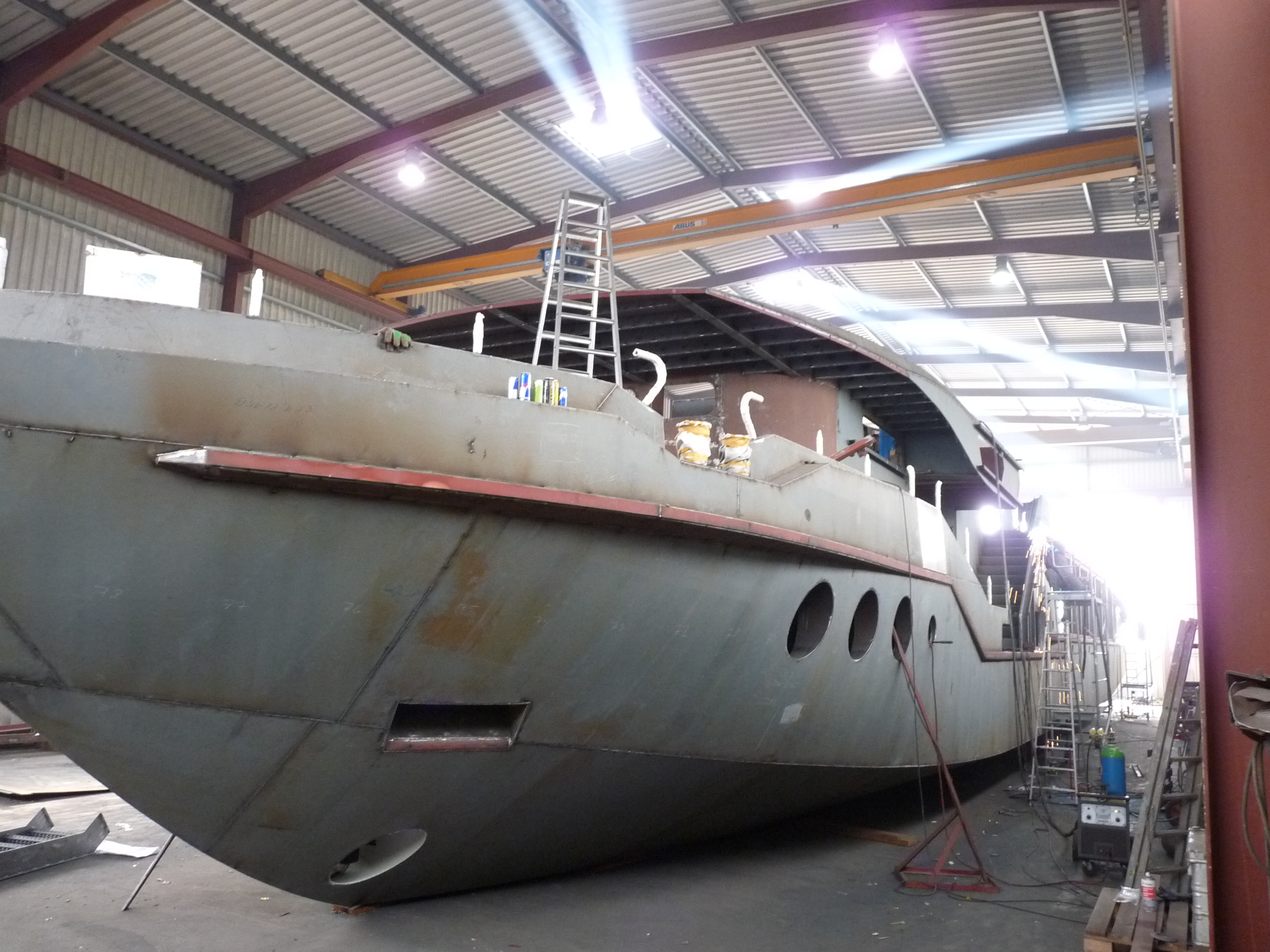
Rohbau in der Halle
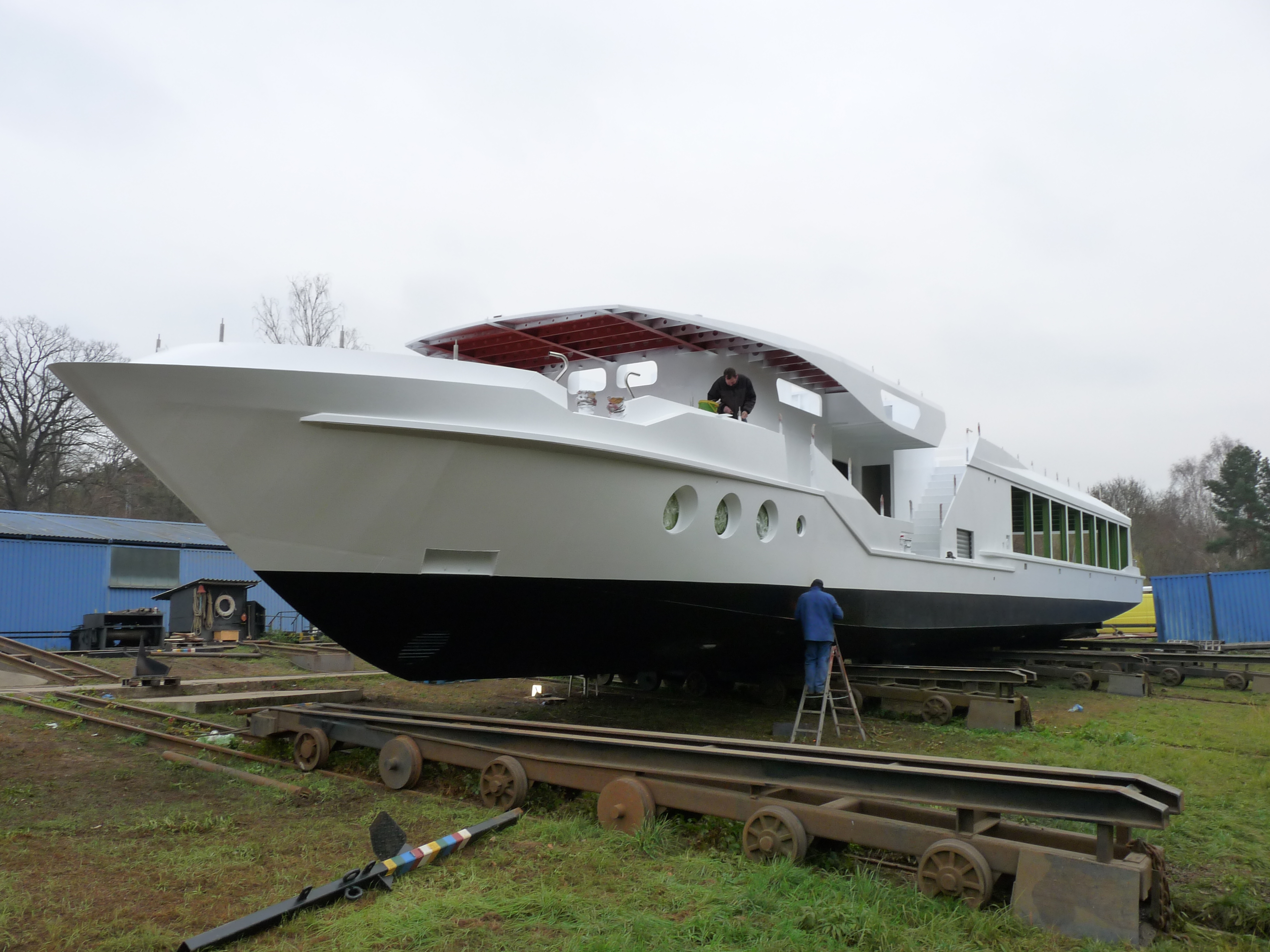
Auf der Slipanlage
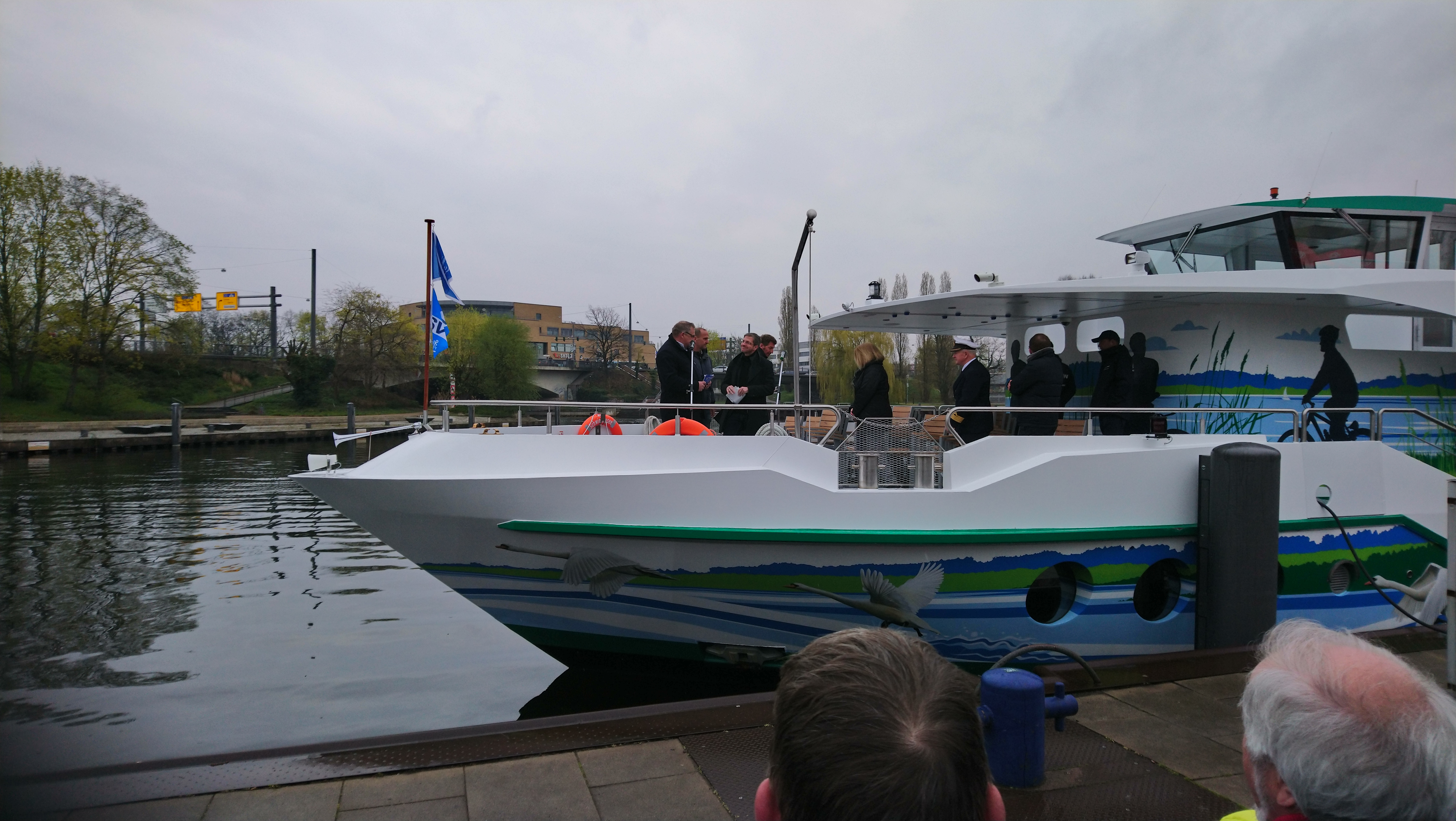
Bugansicht
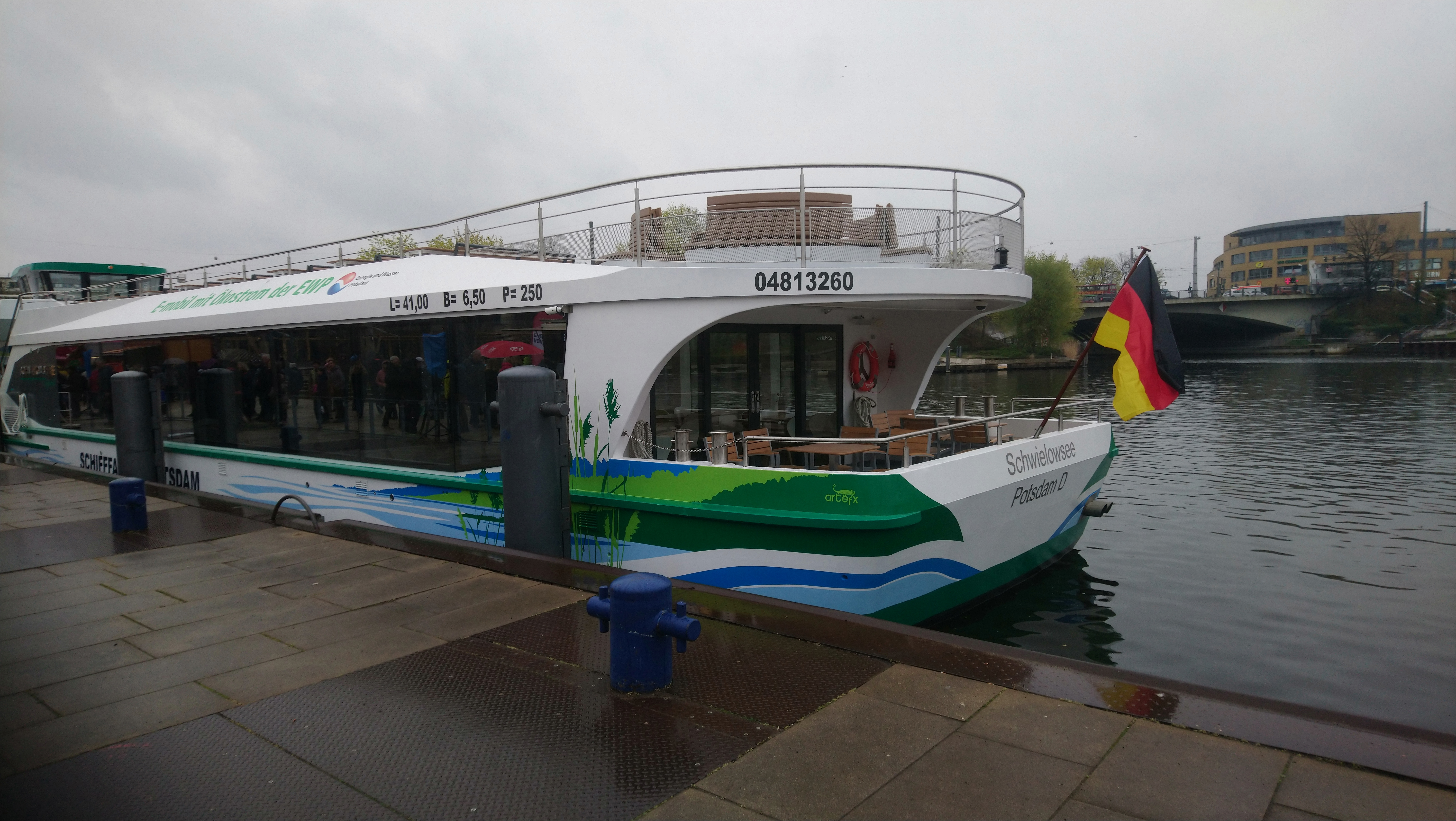
Heckansicht